# Vox (Website)
Vox ist ein englischsprachiges Nachrichtenportal mit Vox Media als Eigentümer. Die Website wurde im April 2014 durch Ezra Klein, Matt Yglesias und Melissa Bell gegründet und ist durch ihr Konzept eines „erklärenden Journalismus“ (explanatory journalism) bekannt. Zu diesem Markenkern gehört unter anderem die Netflix-Serie Explained, die auch in Deutschland rezipiert wird.

## Geschichte
Bevor er Vox gründete, war Ezra Klein bei der Washington Post für den Wonkblog verantwortlich, einen Blog über Public Policy. Ezra Klein versuchte vergeblich, eine neue Website mit finanzieller Hilfe der Redakteure der Post zu starten. Dies war für ihn der Anlass, diese Arbeitsstelle aufzugeben und stattdessen im Januar 2014 zu Vox Media zu wechseln. Die New York Times beschrieb Vox Media als „ein Technologieunternehmen, das Medien herstellt“ („a technology company that produces media“), wohingegen die traditionellen Medien vielmehr dessen Gegenteil versuchten. Klein nutzte seine neue Position, um Vox zu gründen, unter anderem baute er das Personal für die Website auf. Es war ihm ein Anliegen, „die Technologie der Nachrichten (zu) verbessern“ („(to) improve the technology of news“) und eine Onlineplattform zu bauen, die gut dafür geeignet sei, Nachrichten verständlich zu machen. Zum Gründungszeitpunkt bestand die Belegschaft aus 20 Personen, darunter die Journalisten Matthew Yglesias, Melissa Bell, beide ehemalige Kollegen Kleins von der Washington Post.
Seit 6. April 2014 ist das Nachrichtenportal Vox im Internet verfügbar. Ezra Klein fungierte als Chefredakteur. Vox erreichte 8,2 Millionen einzelne Besucher im Juli 2014.
Im Juni 2016 entließ Vox Emmett Rensin wegen einer Reihe Tweets, die zum Aufruhr gegen die Wahl Donald Trumps zum Präsidenten anstifteten.
Im September 2017 trat Ezra Klein als Chefredakteur zurück und nahm stattdessen die Rolle eines Editor-at-Large an. Neue Chefredakteurin wurde stattdessen Lauren Williams, die bereits wenige Monate nach der Gründung von Vox angestellt wurde. Im August 2019 wurden die Besucher auf 33,4 Millionen geschätzt.

## Inhalte
Laut den Gründern von Vox sollen Nachrichten auf der Website erklärt werden, indem zusätzliche konzeptuelle Informationen bereitgestellt werden, die in traditionellen Nachrichtenquellen nicht gefunden werden können. Wie alle anderen Websites von Vox Media benutzt Vox das Eigenprodukt Chorus als Content-Management-System, um den Journalisten die Erstellung von Artikeln mit komplexen visuellen Effekten und Übergängen zu ermöglichen, wozu beispielsweise die Möglichkeit sich mit der Skrollbewegung veränderbarer Fotografien zählt. Als Zielpublikum definiert Vox gebildete Haushalte mit sechsstelligem Einkommen und einem Alter von unter 35 Jahren.
Vox hat eine linksliberale Grundausrichtung. Ross Douthat, Kolumnist bei der New York Times beschrieb Vox 2016 als „zumeist linksliberal“. Sowohl die linksgerichtete Daily Kos als auch der eher konservative Washington Examiner haben Vox als „linksliberale Website“ beschrieben.
Vox betreibt einen gleichnamigen Kanal auf YouTube. Dort werden seit der Gründung 2014 regelmäßig Videos zu Nachrichten und Dokumentationen veröffentlicht. Zu diesen Videos gibt es stets auch entsprechende Artikel auf der Website. Der Kanal hat über 6,7 Millionen Abonnenten und über 1,5 Milliarden Views. Seit Mai 2018 produziert Vox für Netflix die Dokumentar-Serie Explained.

### Podcasts
Vox betreibt acht Podcasts, die alle von Vox-Journalisten geführt werden:
- The Weeds erscheint zweimal pro Woche und ist eine Gesprächsrunde zu innenpolitischen Themen der Vereinigten Staaten. Zur Stammbesetzung gehören unter anderem Ezra Klein und Matt Yglesias.
- The Ezra Klein Show wird zweimal wöchentlich veröffentlicht. Ezra Klein interviewt Gäste aus Politik und Medien.
- I Think You’re Interesting ist ein wöchentlicher Interview-Podcast zu Kunst-, Unterhaltungs- und Pop-Kultur-Themen. Als Moderator fungiert Emily Todd VanDerWerff.
- Worldly betrachtet als Gesprächspodcast einmal pro Woche die US-amerikanische Außenpolitik und internationale politische Ereignisse. Normalerweise nehmen die auf Außen- und Sicherheitspolitik spezialisierten Journalisten Jennifer Williams, Zach Beauchamp und Alex Ward teil.
- The Impact
- In Today, Explained verschafft Moderator Sean Ramaswaram einmal täglich kurze Erläuterungen zu einem Thema in den Nachrichten. Der Podcast orientiert sich in seinem Aufbau an The Daily, einem Podcast der New York Times.
- Future Perfect
- Primetime